# 格擋匕首

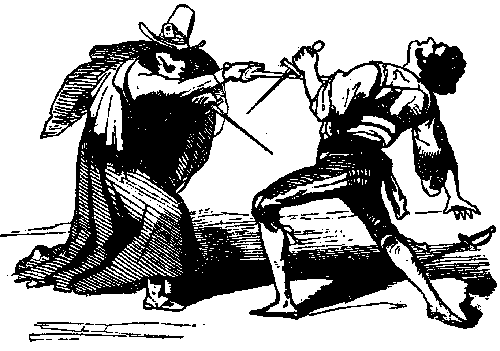
使用格擋匕首的反面失敗例子示意圖

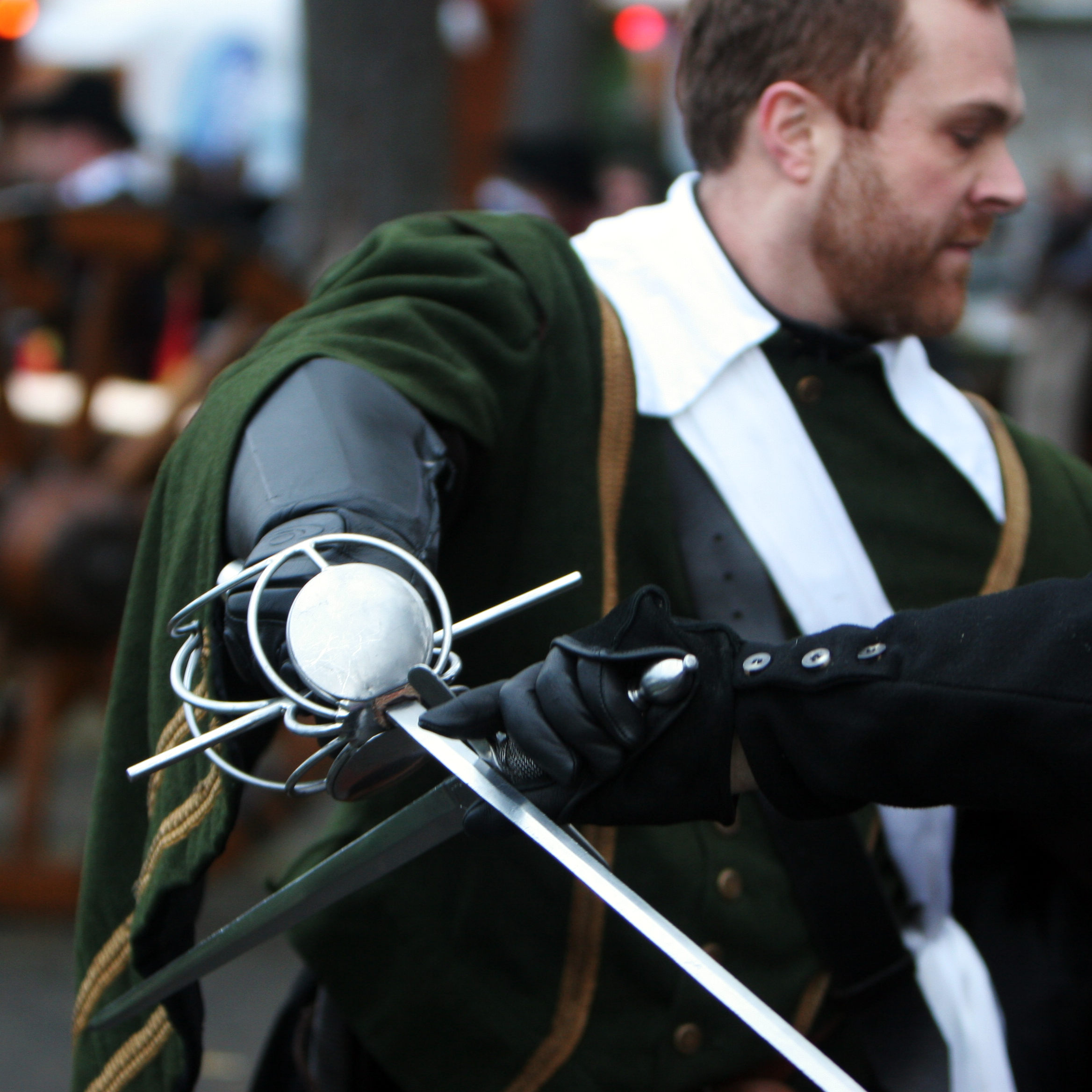
在現代競技中的格擋匕首演練

格擋匕首是一種出現於中世纪晚期與文藝復興早期的手持武器。 這些兵器被作為副手武器與像護手刺劍一類的單手劍搭配使用。 如字面上的意思，它們被設計用於格擋或是防禦，這方面的功能比一般的匕首來的顯著。格擋匕首通常帶有較為寬大的護手與其他防護性的功能設計以更好地保護手。 在適當的時機，它們也能被用於攻擊。 一般格擋匕首也包括兩種以上特殊的變體， 破刃劍(Sword breaker)和 三叉匕首(Trident dagger).